# Лучка (Тернопільський район)
Лу́чка — село в Україні, у Великоберезовицькій селищній громаді Тернопільського району Тернопільської області. Розташоване на річці Серет та автошляху Т 2020, на півдні району. До 2020 року підпорядковане Миролюбівській сільській раді.

## Історія
Поблизу Лучки виявлено археологічні пам'ятки культури кулястих амфор, пшеворської та трипільської культур.
Пшеворське тілопальне поховання І століття нашої ери на території лісництва, досліджувалося Б.Янушем в 1925 році.
Галицький барон Ян Конопка у 1801 p. отримав від батька маєток Микулинці з передмістями, серед яких була і Лучка в Тернопільському повіті.
Перша писемна згадка датується 1785 роком. Діяли «Просвіта», «Сільський господар» та інші українські товариства.
1 серпня 1934 року в рамках реформи на підставі нового закону про самоуправління (23 березня 1933 року) увійшло до нової сільської гміни Микулинці (Тернопільський повіт Тернопільського воєводства).
12 червня 2020 року, відповідно до розпорядження Кабінету Міністрів України № 724-р «Про визначення адміністративних центрів та затвердження територій територіальних громад Тернопільської області» увійшло до складу Великоберезовицької селищної громади.
19 липня 2020 року, в результаті адміністративно-територіальної реформи та ліквідації Тернопільського району, село увійшло до складу новоутвореного Тернопільського району.

## Населення
Згідно з переписом УРСР 1989 року чисельність наявного населення села становила 831 особа, з яких 391 чоловік та 440 жінок.
За переписом населення України 2001 року в селі мешкало 805 осіб.

### Мова
Розподіл населення за рідною мовою за даними перепису 2001 року:
| Мова       | Відсоток |
| ---------- | -------- |
| українська | 99,75 %  |
| російська  | 0,25 %   |

## Пам'ятки
- церква Введення Пречистої Діви Марії (1880–1903, мурована), в якій богослужіння проводяться почергово громадами УГКЦ і ПЦУ),
- каплиця з «фігурою» (статуєю) ангела-хоронителя та джерелом (2004 р.)
- пам'ятний хрест на честь скасування панщини
- зберігається могила турецьких військовиків (XVII століття)
- поблизу села є геологічна пам'ятка природи: скупчення кристалів кальциту

## Соціальна сфера
Працюють загальноосвітня школа 1-2 ступ., Будинок культури (клуб), бібліотека, ФАП, дитячий садок «Сонечко», магазин.

## Населення
У 2001 році в селі проживало 807 осіб.

### Відомі люди

#### Народилися
- Василь Гарматій — український громадський діяч ,
- Володимир Іванович Гнойовий, педагог, громадський діяч
- лікар, громадський діяч Григорій Гарматій,
- педагог, етнограф, фольклорист, громадсько-культурний діяч Лука Гарматій,
- громадська діячка Яніна Оленюх,
- футболіст і тренер, чемпіон СРСР, срібний призер Євро-1988 Іван Вишневський,
- громадський діяч, націоналіст Богдан Горбовий

#### Проживали
- проректор НЛТУ України Григорій Криницький.[9]

## Галерея

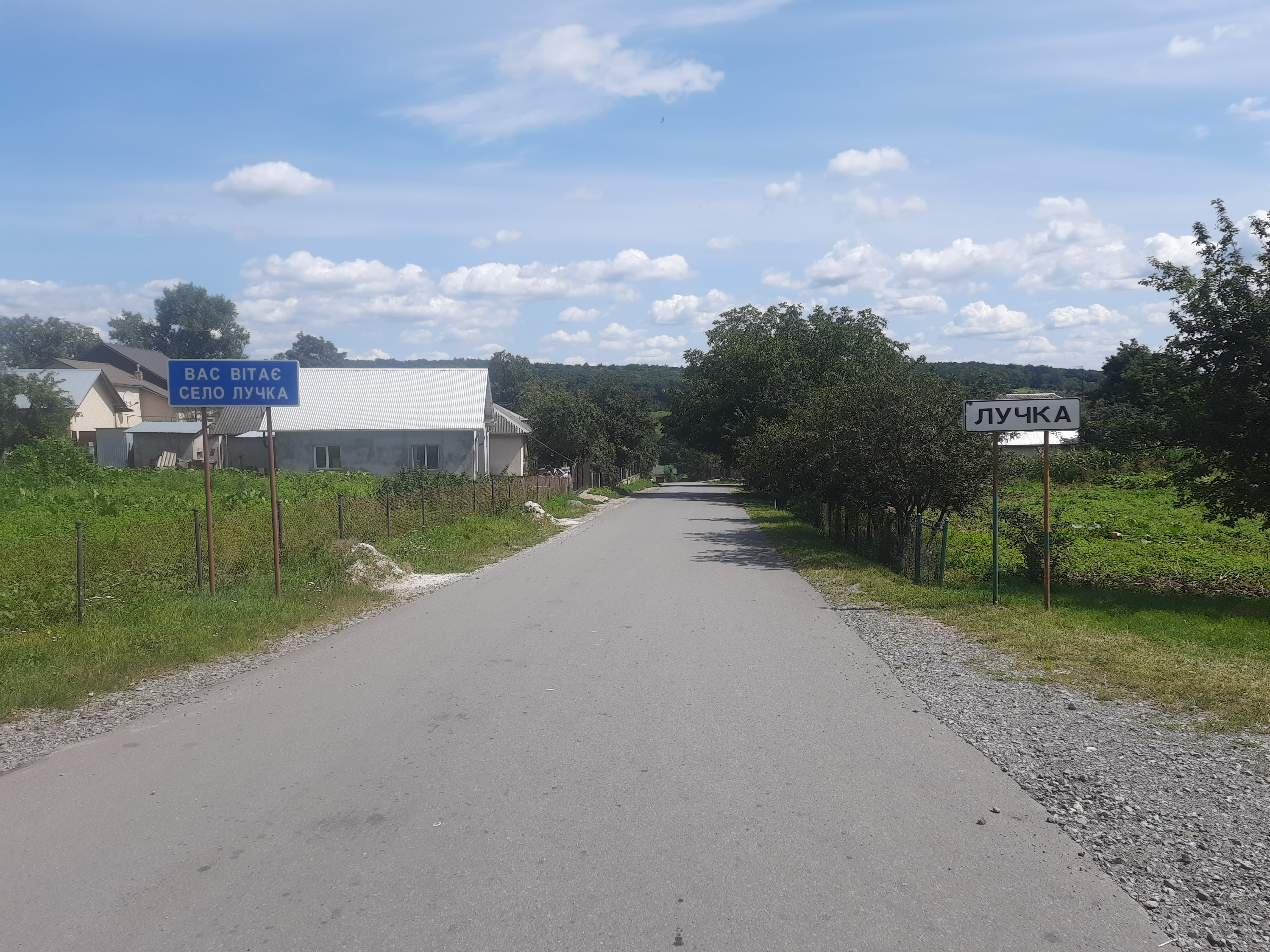
В'їзд у село
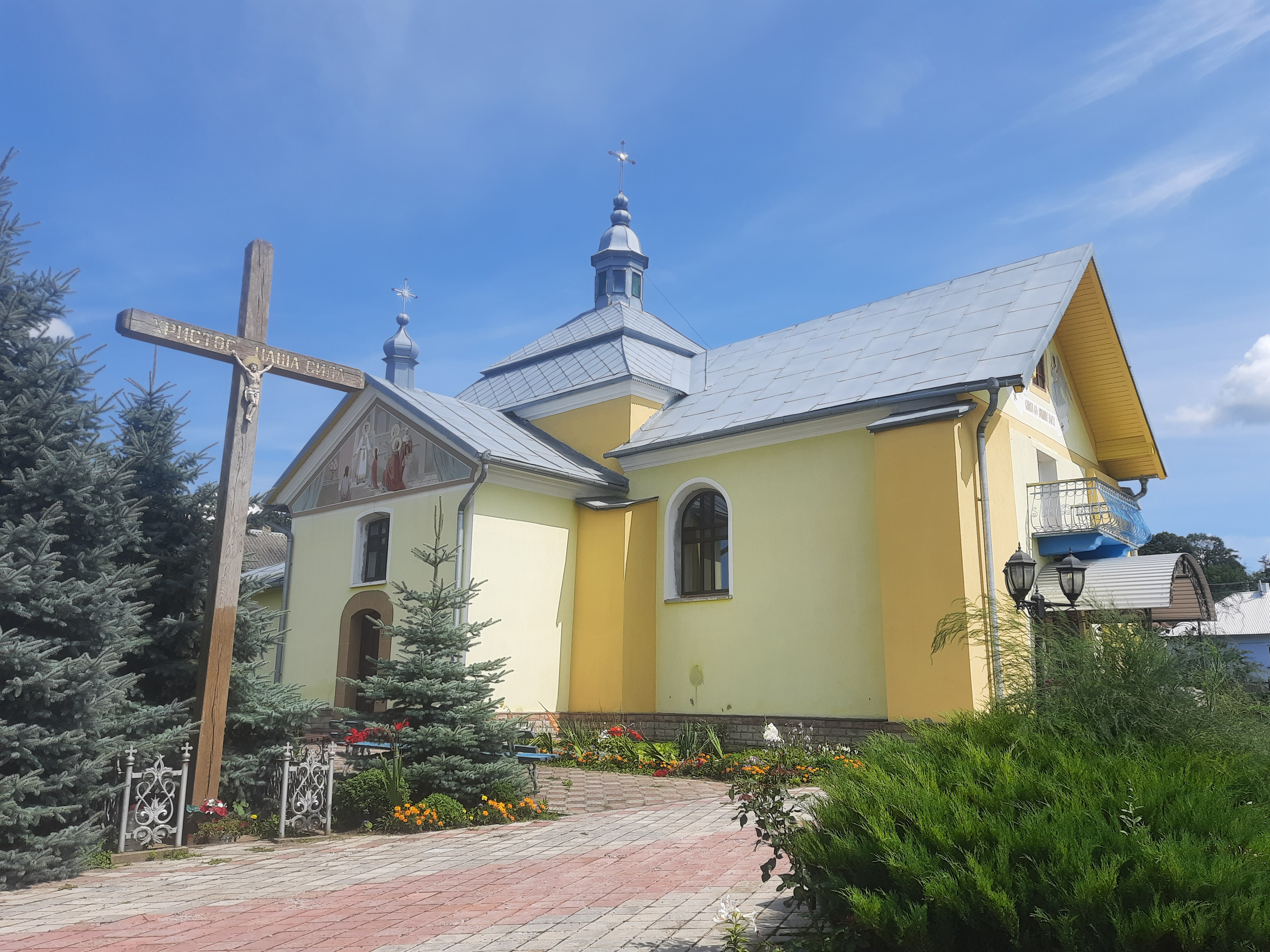
Церква Введення Пречистої Діви Марії
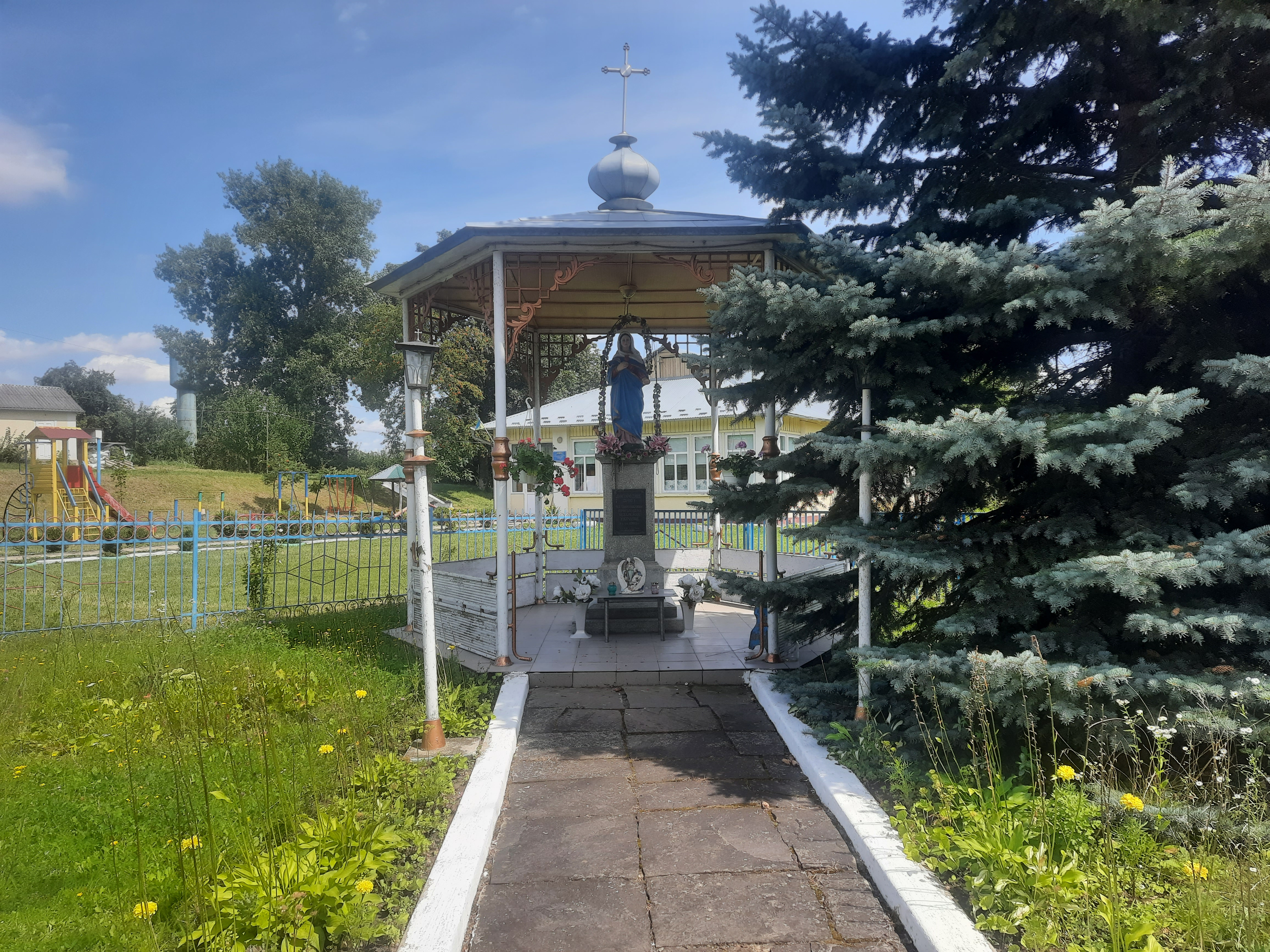
Статуя Божої Матері
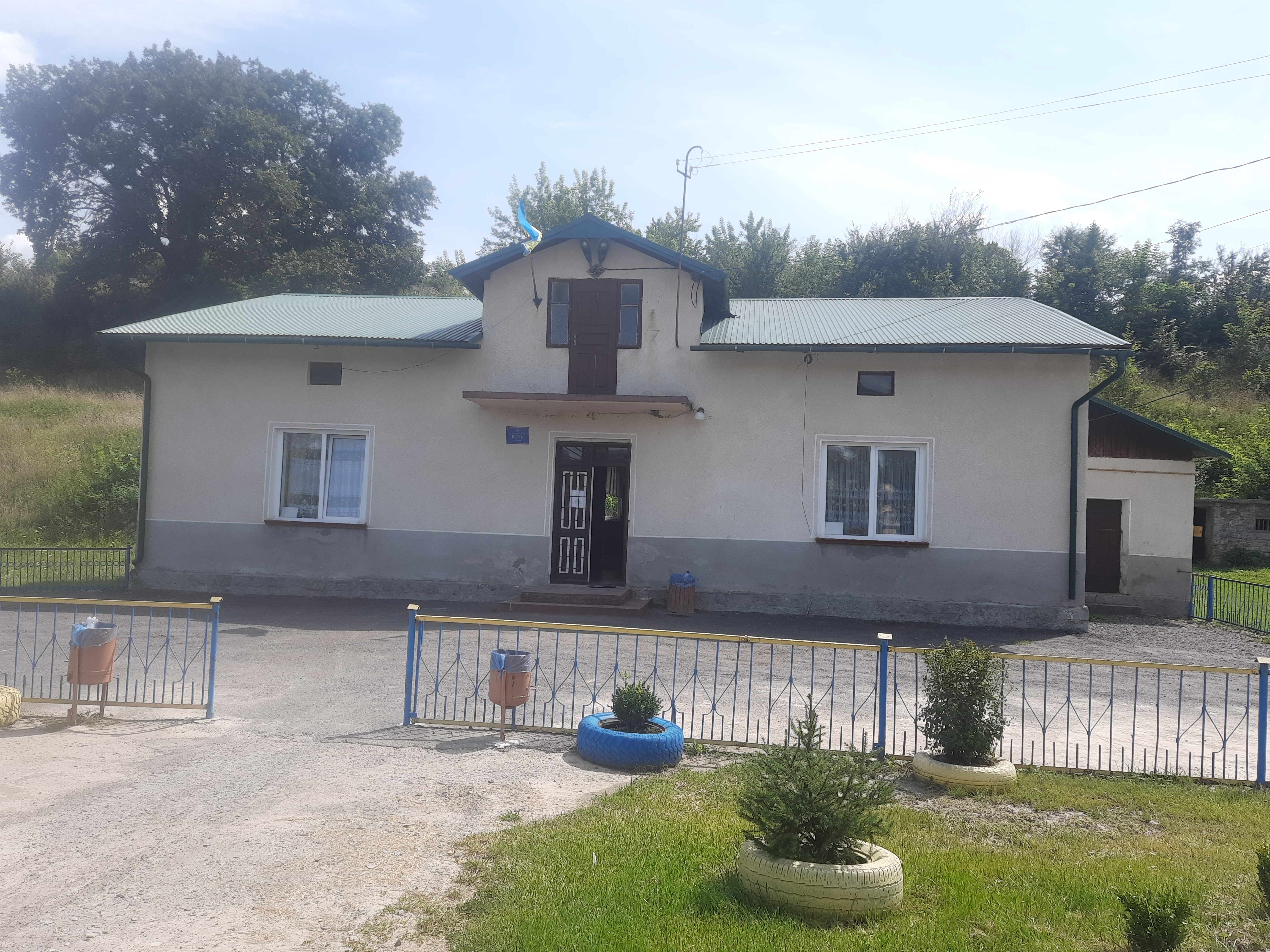
Клуб
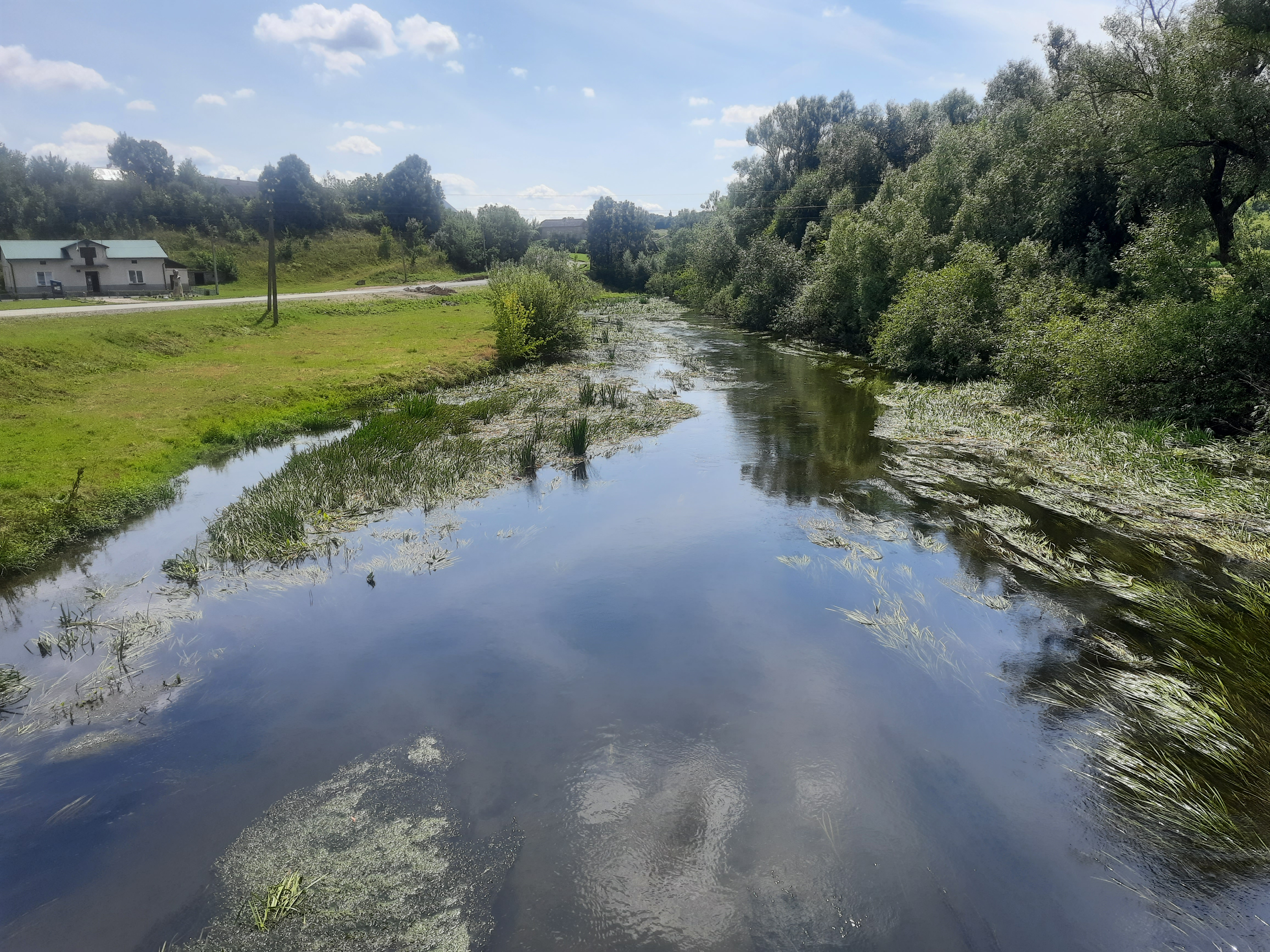
Річка Серет біля села
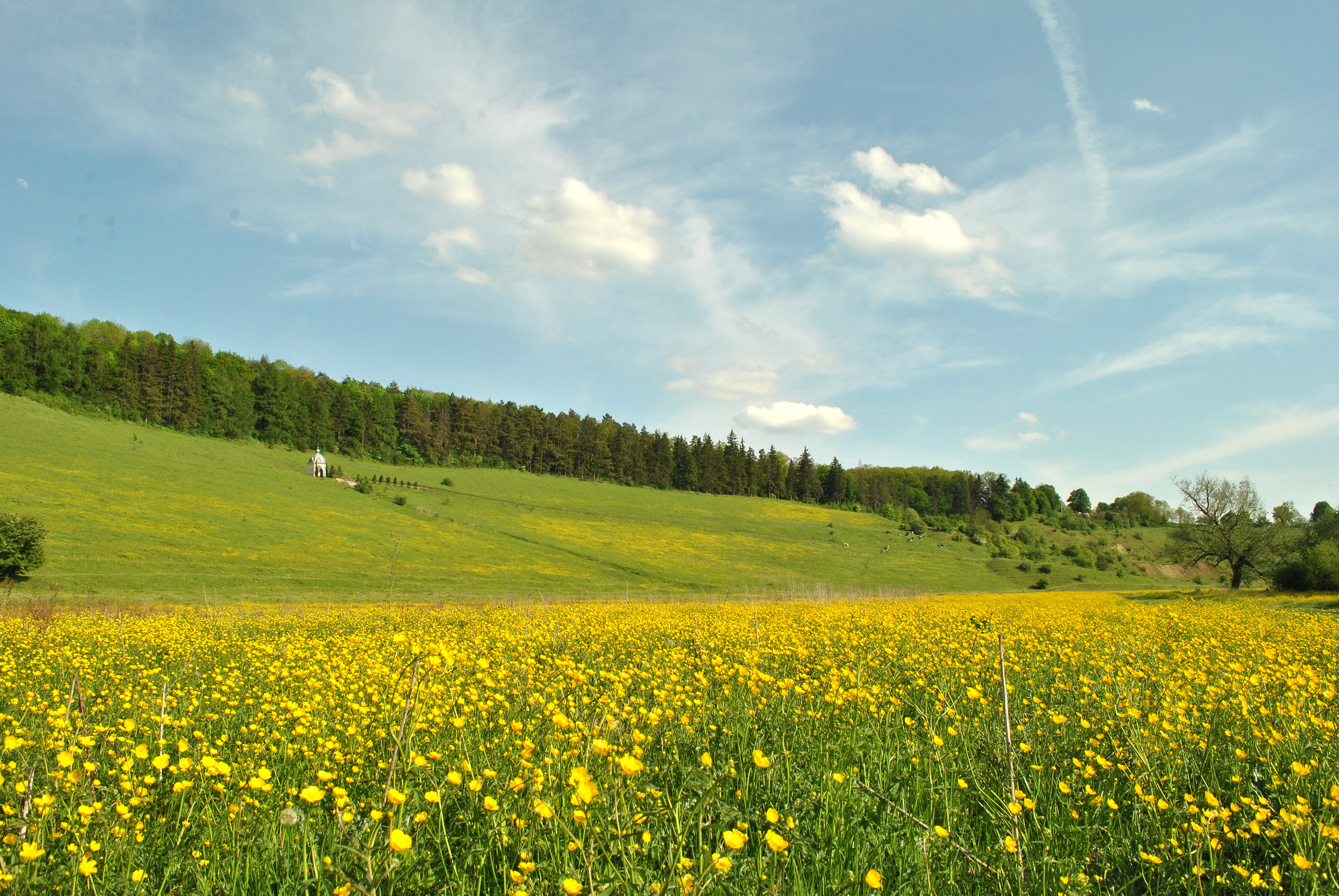
Краєвиди поблизу села
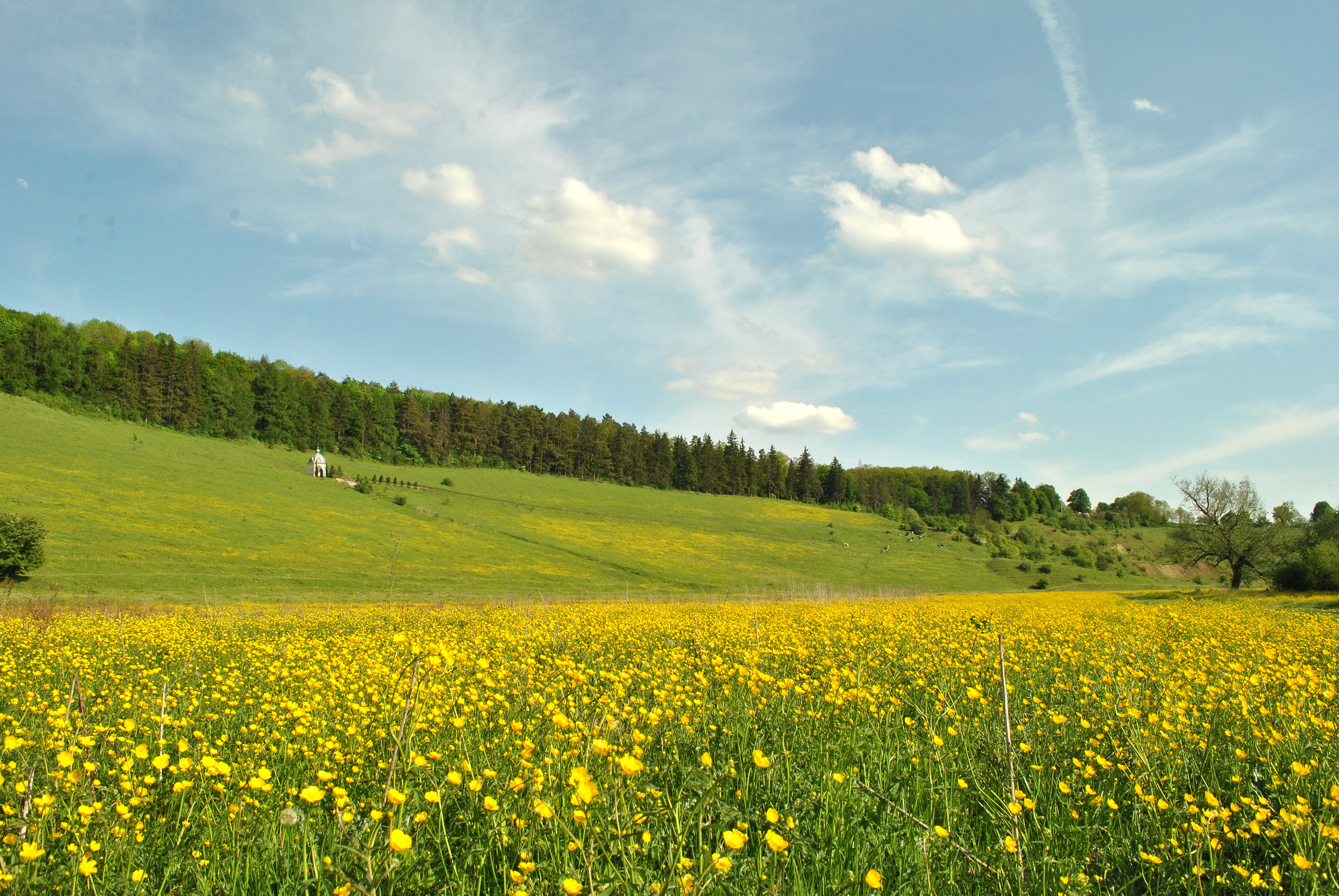
Краєвиди поблизу села
Геологічна пам'ятка природи: скупчення кристалів кальциту